# Sygnalizacja telekomunikacyjna
Sygnalizacja telekomunikacyjna – zespół środków technicznych wraz z procedurami, przeznaczony do przekazywania informacji niezbędnych do zestawiania i rozłączania połączeń telekomunikacyjnych, przekazywanych od i do abonenta między centralami.
Wyróżniamy trzy rodzaje:
- abonencka,
- liniowa,
- rejestrowa.

Nośnikami informacji sygnalizacyjnej są sygnały elektryczne. Mogą to być sygnały prądu stałego lub przemiennego.
Rozróżniamy sygnalizację:
- prądem stałym (jest najczęściej realizowana poprzez przerywanie pętli oraz, w niektórych przypadkach zmianą kierunku płynącego w niej prądu),
- prądem przemiennym:
  - w paśmie (polega na przesyłaniu sygnałów o określonych częstotliwościach mieszczących się w paśmie telefonicznym, od 300 Hz do 3400 Hz),
  - poza pasmem (polega na przesyłaniu sygnałów o częstotliwościach znajdujących się poza pasmem 300 Hz do 3400 Hz),
- cyfrowa:
  - w szczelinie czasowej,
  - poza szczeliną czasową.

Typy sygnalizacji:
- skojarzona z kanałem (informacje sygnalizacyjne związane z konkretnym kanałem rozmównym są przesyłane w nim samym, bądź też w kanale sygnalizacyjnym na stałe związanym z rozpatrywanym kanałem rozmównym,
- we wspólnym kanale (informacje sygnalizacyjne przesyła się w specjalnym, wydzielonym kanale, przypadającym na wiele kanałów rozmównych).

System sygnalizacji:
- zbiór informacji - informacje przekazywane,
- zbiór sygnałów elektrycznych - przyporządkowanie informacji,
- zbiór procedur - przekazywanie informacji.

Trzy fazy połączenia:
- zestawienie połączenia,
- część użytkowa,
- część rozłączania.

Dwa systemy połączenia:
- system o sterowaniu bezpośrednim - zestawienie połączeń przy braku możliwości skontaktowania się z wybranym abonentem,
- system rejestrowy - można dokonywać połączeń po różnych dostępnych drogach.

## Literatura
- Andrzej Jajszczyk: Wstęp do telekomutacji. Warszawa: Wydawnictwa Naukowo-Techniczne, 2000, s. 416. ISBN 83-204-2600-6.